# René Morin
Pour les articles homonymes, voir Morin.
Louis-Simon-René Morin, né le 27 juillet 1883 et mort le 16 juillet 1955, est un notaire, homme politique municipal et fédéral du Québec et premier président francophone de la Société Radio-Canada.

## Biographie
Né à Saint-Hyacinthe en Montérégie, il effectua ses études à l'Université McGill. Après avoir travaillé quelques années comme notaire, il entama sa carrière politique en devenant maire de Saint-Hyacinthe de 1915 à 1917. En 1921, il fit un saut en politique fédérale en devenant député du Parti libéral du Canada dans la circonscription de Saint-Hyacinthe—Rouville. Réélu en 1925 et en 1926, il ne se représenta pas en 1930.
Il servit également comme président de la Chambre des notaires du Québec de 1921 à 1924. Après avoir rejoint Radio-Canada, il en devint le vice-président en 1936, poste qu'il occupa jusqu'en 1940 avant d'en devenir le président jusqu'en 1944, pendant la période de la Deuxième Guerre mondiale.